# Guala de Brescia
Ne doit pas être confondu avec Guala Bicchieri.
Guala de Brescia (Bergame, vers 1180 - Monastère d'Astino (it), 3 septembre 1244) est un moine dominicain, nommé évêque de Brescia, considéré comme bienheureux par l'Église catholique. Sa mémoire est célébrée le 3 septembre, mais localement le 4 septembre.
Nommé légat du pape par Grégoire IX, il réalise de nombreuses missions diplomatiques et pacificatrices dans le nord de l'Italie, aussi bien entre des cités italiennes (entre elles), que dans un long conflit qui oppose les États pontificaux avec l'Empereur Frédéric II. En butte avec certaines autorités politiques de sa ville, il est banni de son diocèse (par des responsables politiques) durant les dernières années de sa vie.

## Biographie

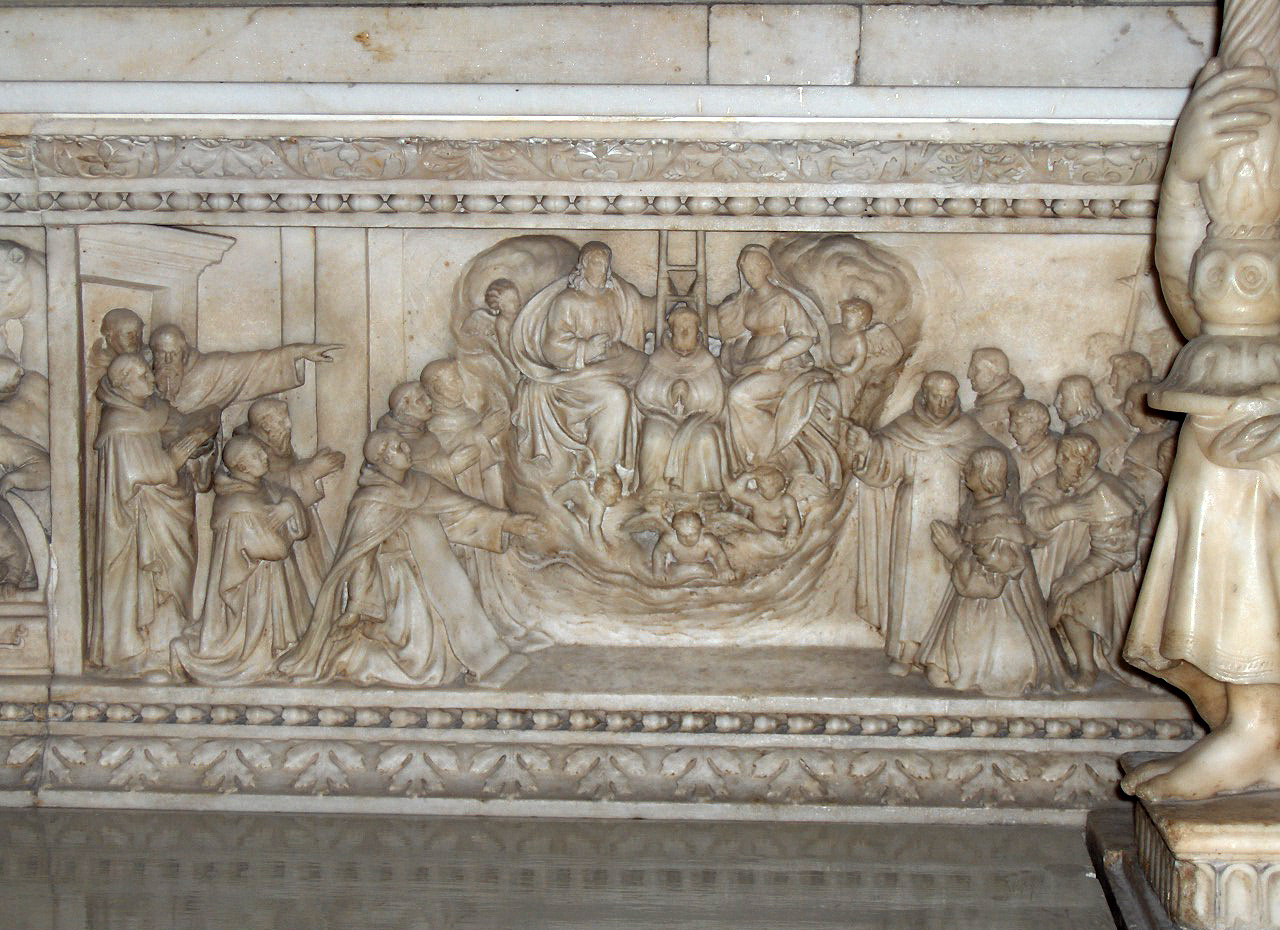
Bas-relief représentant la vision du frère Guala, voyant saint Dominique monter au Ciel entre le Christ et la Vierge Marie.

### Le dominicain
Guala de Brescia est né à Bergame vers 1180, dans la famille noble de Roniis, dont les membres sont actifs dans la vie politique de la ville. Il entra en 1218 dans l'Ordre des frères prêcheurs fondé par Dominique de Guzmán, dont il fut l'un des premiers disciples. De Bologne, Dominique l'envoie à Brescia comme prieur du couvent qui y était (déjà) fondé et inquisiteur de la Foi. À la mort de saint Dominique, Guala déclare avoir vu en songe « le père fondateur des frères prêcheurs dans la gloire du Ciel » :
« Fra Guala, prieur de Brescia, qui plus tard sera également évêque de cette ville, s'étant assis dans le clocher des frères de Brescia, s'était assoupi. Soudain, il vit une trouée dans le ciel, par laquelle descendaient deux échelles blanches le haut de l'une était tenu par le Christ, l'autre par sa Mère ; de ces deux échelles, des anges montaient et descendaient. Au bas des marches, au centre [de la scène], une chaise était placée et sur la chaise il y avait un homme assis qui ressemblait à un frère de l'ordre, le visage couvert par le capuchon, comme il est d'usage d'enterrer nos morts. Le Christ Seigneur et sa mère montèrent progressivement l'échelle jusqu'à ce que celui qui était en bas atteigne le sommet. Puis il fut reçu au ciel dans un halo de lumière au chant des anges ; et cette trouée brillante dans le ciel se ferma. Rien d'autre n'est apparu. Ce frère qui avait eu cette vision, qui était très faible et malade, s'est rendu compte qu'il avait recouvré « des forces soudaines, et pressé de partir en voyage pour Bologne, où il apprit que ce même jour et à la même heure le serviteur du Christ Dominique était mort. Je sais ce fait parce qu'il m'en a parlé lui-même ».
Il mène des missions délicates en tant que légat du pape Grégoire IX auprès de l'empereur Frédéric II. Dans le cadre de cette mission, il se forge une réputation de diplomate et de pacificateur de talent. Peut-être a-t-il été aidé par une harmonie et une affinité particulières avec le frère de l'empereur, et l'empereur lui-même, au goûts éclectique. Le principal succès du légat de Guala fut la signature de la paix de San Germano, à Cassino, le 23 juillet 1230, qui assurera une période de relative tranquillité en Europe, bien que courte (8 ans) et instable. Dans le conflit entre la papauté et le Saint-Empire romain germanique, Guala a soutenu une ligne politique modérée, visant à la médiation et à l'équilibre des pouvoirs, se heurtant souvent à la ligne intransigeante et combative menée par le légat du pape Gregorio da Montelongo. Il est aussi appelé par le pape à ramener la paix entre différentes cités italiennes (comme Trévise et Padoue ou Bologne et Modène),,.

### L'évêque
En 1229, il est nommé évêque de Brescia à la demande du pape Grégoire IX. Il même une vie d'oraison et une grande activité apostolique. Les chroniqueurs rapportent que « la population l'aime et le vénère ».
En 1232, Guala est missionné par le pape pour effectuer une enquête dans le diocèse de Parme concernant des accusations de malversations financières et abus d'argent. Il restera un certain temps sur place pour démêler cette affaire. Le pape lui demande également de régler la levée de  l'excommunication de la ville de Bergame, ainsi que d'autres affaires juridiques et religieuses touchant diverses villes d'Italie du Nord. Il est également sollicité par certaines autorités locales pour régler des différends judiciaires (et politiques).
En 1234, Guala demande la rédaction des possessions épiscopales du Val Camonica et le serment de fidélité de nombreux quartiers. Il entreprend une action pour réformer le clergé de Brescia, clergé corrompu dans ses coutumes morales et spirituelles. Les principaux fléaux du clergé était la ruée sans scrupules à l'investiture des bénéfices ecclésiastiques par les familles nobles, l'appauvrissement et l'usurpation des bénéfices et de la table épiscopale, la désagrégation des anciennes églises paroissiales sous la pression sécessionniste des chapelles qui leur étaient soumises, visant à l'autonomie.
Le pape Grégoire IX le missionne pour de nouvelles actions diplomatiques en 1240, mais la mort du pape met fin à ces fonctions de légat pacificateur. Les opposants de l'évêque, dans sa ville épiscopale vont ainsi profiter de la disparitions de son soutien pontifical pour lancer des attaques contre lui. Ainsi, le dur affrontement avec les potentats locaux (la ville et le diocèse sont divisés entre factions rivales), jaloux de leurs prérogatives et de leurs propres intérêts économiques, conduit à l'expulsion de l'évêque de la ville, avec la complicité de la municipalité, qui a prononcé l'interdiction de l'évêque en s'appuyant sur des actes d'accusation spécialement construits. Il lui a été reproché : 
- la lâcheté de l'évêque qui n'avait même pas tenté de défendre le territoire contre l'avancée des troupes impériales d'Ezzelino III da Romano en 1238 (un fait réel, mais conforme au caractère pacifique de l'évêque) ;
- le vol allégué d'avoirs, ayant transporté et déposé secrètement de l'argent et des documents auprès du trésorier de l'église Saint-Alexandre à Bergame, avant le siège de Brescia (en fait, le dépôt a été fait par Guala pour sécuriser ces avoirs du risque lié à la guerre imminente)[6],[1].

Mgr Guala est remplacé par un certain Elia Roberto, également religieux des frères prêcheurs, dont la nomination n'a jamais été acceptée par le Saint-Siège.
L'évêque est accusé devant le pape qui le convoque. Guala se rend au Vatican et explique au pape la situation et les attentes politiques de ses adversaires. Après enquête, le pape innocente Mgr Guala, et donne l'ordre de lui restituer son titre et sa fonction. Cependant, les autorités locales et seigneurs de la ville refusent et l'évêque se trouve interdit de rentrer dans sa ville. Guala, étant exilé, il va passer les cinq dernières années de sa vie dans la pauvreté, vivant dans une aile spécialement construite dans le monastère d'Astino près de Bergame.
À la suite de multiples interventions du nouveau pape Innocent IV, il est finalement réintégré dans ses droits comme évêque de Brescia en 1244, et il est triomphalement accueilli dans le Val Camonica, où il est acclamé podestat par le peuple. Cependant, il retourne au couvent d'Astino, peut-être pour prendre congé de ses confrères. Le 11 août de la même année (peut-être déjà gravement malade) il bénit la pose de la première pierre de la nouvelle église de Saint-Stéphane à Bergame. Il meurt dans son couvent d'Astino dans la chambre avec la petite chapelle qu'il avait construite, en septembre 1244,. Dans son testament, il lègue sa fortune personnelle à différentes institutions caritatives (hôpitaux, monastères). Il est enterré dans le couvent dominicain où il décède.

## Béatification et culte
Dès le décès de l'évêque, il est considéré comme « saint » par une partie de la population, et il fait l'objet d'un culte populaire. En 1868, le pape Pie IX autorise officiellement la célébration de sa mémoire dans les diocèses de Brescia et de Bergame,.
Dans l'Église catholique, sa mémoire est célébrée le 3 septembre, mais dans les diocèses de Brescia et de Bergame, elle est célébrée le 4 septembre,.

### Sources
- (it) Cet article est partiellement ou en totalité issu de l’article de Wikipédia en italien intitulé « Guala de Roniis » (voir la liste des auteurs).